# Albert Grey, 4. Earl Grey

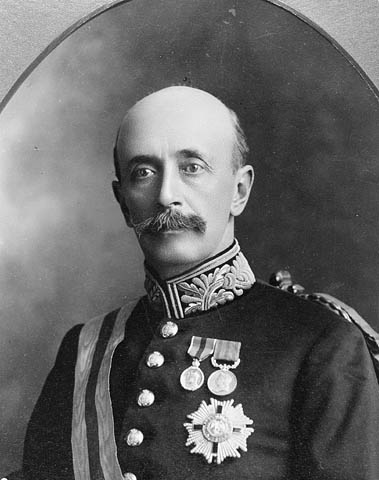
Albert Grey, 4. Earl Grey

Albert Henry George Grey, 4. Earl Grey GCMG, GCVO, PC (* 28. November 1851 im St James’s Palace, London; † 29. August 1917 in Howick, Northumberland) war ein britischer Politiker und Staatsmann. Der Sohn des Generalleutnants Charles Grey (1804–1870) und Neffe von Henry Grey, 3. Earl Grey, war vom 10. Oktober 1904 bis zum 13. Oktober 1911 der neunte Generalgouverneur von Kanada.

## Leben
Albert Grey stammte aus einer Familie, aus der schon einige erfolgreiche Reformpolitiker hervorgegangen waren. Sein Großvater Charles Grey, 2. Earl Grey, war von 1830 bis 1834 Premierminister gewesen und sein Onkel Henry Grey, 3. Earl Grey, war der erste Kolonialminister, der eine Politik der kolonialen Selbstverwaltung betrieb und sich dafür aussprach, dass die Kolonien nach ihren eigenen Interessen und nicht zum Wohle des Mutterlandes regiert werden sollten.
Albert studierte am Trinity College der University of Cambridge Geschichte und Rechtswissenschaft und zog im Jahr 1880 als Abgeordneter der Liberal Party für den Wahlkreis South Northumberland ins House of Commons ein, nachdem er sich gegen den bisherigen konservativen Mandatsinhaber Edward Ridley durchgesetzt hatte. Nach einer Neuordnung der Wahlkreise saß er ab 1885 für den Wahlkreis Tyneside im Unterhaus, wobei er 1886 aus Protest gegen Gladstones Home Rule Bill zu den Liberalen Unionisten wechselte und bei der Parlamentswahl dieses Jahres dem liberalen Kandidaten Wentworth Beaumont unterlag. Er kümmerte sich danach um die Verwaltung der Güter seines Onkels, dem er 1894 in der Earlswürde folgte. Als 4. Earl Grey zog er ins Oberhaus (House of Lords) ein.
Grey unternahm ausgedehnte Reisen durch das gesamte britische Empire und war von 1896 bis 1897 als Nachfolger von Leander Jameson Verwalter Südrhodesiens. Wirtschaftliche Erfahrungen sammelte er als Direktor der British South Africa Company von 1898 bis 1904.

### Generalgouverneur von Kanada
Grey war ein sehr aktiver Gouverneur. Er stand in stetigem Kontakt mit dem kanadischen Premierminister und setzte sich sehr für soziale Belange ein. Auch versuchte er, eine stärkere politische Integration aller Schichten zu erreichen und die englischsprachigen und französischsprachigen Bevölkerungsgruppen näher zusammenzubringen. Sir Wilfrid Laurier, der damalige kanadische Premierminister sagte über ihn: „Er widmet sein ganzes Herz, seine ganzes Seele und sein ganzes Leben Kanada.“
Während Greys Amtszeit fand in Kanada eine enorme wirtschaftliche Entwicklung, Industrialisierung und Einwanderung statt. 1905 traten Alberta und Saskatchewan der Kanadischen Konföderation bei. Es war eine Zeit des Umbruchs. 1910 starb König Edward VII., Georg V. folgte ihm auf den Thron und 1911 wurde Wilfrid Laurier als Premierminister durch Sir Robert Borden abgelöst.
Lord Grey bereiste auch in Kanada das ganze Land, er war der erste Generalgouverneur, der Neufundland besuchte und warb auch hier für den Beitritt zur Konföderation. Er unterhielt auch enge Kontakte mit Theodore Roosevelt und besuchte häufig die Vereinigten Staaten.
Albert Grey und seine Frau Alice engagierten sich auch sehr auf kulturellem Gebiet. Sie förderten die Künste, beteiligten sich 1906–08 intensiv an den Vorbereitungen zur 300-Jahr-Feier Québecs und setzten sich für die Errichtung eines Nationalparks ein. Lady Grey war die erste Gattin eines Generalgouverneurs, der der Titel „Exzellenz“ verliehen wurde. Sie förderte besonders die schon zu Lord Mintos Amtszeit begonnenen Gartenwettbewerbe (Lady Grey Competitions). Die Narzissen, die sie auf dem Gelände des Amtssitzes, Rideau Hall, anpflanzen ließ, sind heute noch zu sehen.
Lord Grey war in Kanada äußerst beliebt. Er und Lady Grey erhielten für ihre Arbeit und ihren Einsatz in sozialen Fragen viele Auszeichnungen. Der Grey Cup, der bedeutendste Pokal im Canadian Football, wurde von Grey 1909 gestiftet und trägt daher seinen Namen.
Nach dem Ende seiner Amtszeit kehrte Grey nach England zurück und wurde Präsident des Royal Colonial Institutes, heute die Royal Commonwealth Society, in London. Er starb 1917 auf dem Familiensitz Howick Hall in Northumberland. Sein Sohn Charles erbte den Titel.